# Luigi Rovere
Pour les articles homonymes, voir Rovere.
Luigi Rovere, né le 30 juin 1908 à Acqui Terme (Piémont) et mort le 20 octobre 1996 à Rome (Latium), est un producteur de cinéma, un homme d'affaires et chef décorateur italien.

## Biographie
Originaire d'Acqui Terme, il s'installe à Turin à l'âge de 14 ans et commence à travailler comme apprenti menuisier ; en quelques années, il transforme son simple atelier en une usine d'ameublement et de décoration d'intérieur spécialisée dans la production de pièces de bois pour les postes de radio, qui comptera plus de cent ouvriers à la fin des années 1930.
En 1939, il entre en contact avec le monde du cinéma en tant que chef décorateur et fournisseur d'éléments scéniques pour les films tournés à Turin dans les studios F.E.R.T., dont il devient l'actionnaire majoritaire et l'administrateur délégué jusqu'en 1952.
En 1942, il fait la connaissance de Dino De Laurentiis, alors jeune secrétaire de production, avec qui il établit une relation étroite d'amitié et d'estime. C'est précisément avec Dino qu'il fonde RDL (Rovere-De Laurentiis) en 1945, qui produit avec la Lux Le Bandit d'Alberto Lattuada — un film pour lequel Rovere s'occupe également des décors — Sept Ans de malheur de Carlo Borghesio, Le Passeur de Duilio Coletti et La Fille du capitaine de Mario Camerini.
En 1947, il se sépare de De Laurentiis, refuse l'offre de Gualino de devenir directeur de Lux Film et poursuit son activité de producteur indépendant en créant Rovere Film.
Il continue à collaborer avec Lux Film sur la base d'une coproduction à parts égales, réalisant des films comiques avec Erminio Macario d'une part et soutenant le cinéma social de Pietro Germi d'autre part. Ce sont précisément Le Chemin de l'espérance et Au nom de la loi qui ont consacré Germi sur la scène internationale.
En 1950, il fonde la société Rovere Film S.r.l. à Turin avec un capital de 980 000 lires.
L'interruption des relations avec Lux a lieu en 1951 à la suite de son entrée dans la société Fincine, une société de distribution déjà en crise dont il ne réussira qu'à hériter des énormes dettes.
L'activité de production reste intense et en 1952, il produit Le Cheik blanc, le premier film réalisé par Federico Fellini, devenu entre-temps l'un des plus proches collaborateurs du producteur.
L'année suivante, c'est Puccini de Carmine Gallone, sa première coproduction avec Angelo Rizzoli, avec qui il établit une relation d'amitié et de collaboration professionnelle au point que l'éditeur milanais lui propose en vain de devenir directeur de sa compagnie.
Dans les années 1960, Rovere s'est tourné vers des projets nettement plus commerciaux jusqu'à sa retraite en 1976 ; avec ses sociétés Cineluxor et Regal Film, il a également financé les films du réalisateur de films d'exploitation Tanio Boccia.

## Filmographie
- 1946 : Le Bandit (Il bandito) d'Alberto Lattuada
- 1947 : La Fille du capitaine (La figlia del capitano) de Mario Camerini
- 1947 : Le Passeur (Il passatore) de Duilio Coletti
- 1947 : Sept Ans de malheur (Come persi la guerra) de Carlo Borghesio
- 1947 : Le Héros de la rue (L'eroe della strada) de Carlo Borghesio
- 1949 : Au nom de la loi (In nome della legge) de Pietro Germi
- 1949 : Comment j'ai découvert l'Amérique (it) (Come scopersi l'America) de Carlo Borghesio
- 1950 : Le Chemin de l'espérance (Il cammino della speranza) de Pietro Germi
- 1951 : Il monello della strada (it) de Carlo Borghesio
- 1951 : La Tanière des brigands (Il brigante di Tacca del Lupo) de Pietro Germi
- 1951 : Brigade volante (Il bivio) de Fernando Cerchio
- 1951 : Napoleone de Carlo Borghesio
- 1951 : Les Volets clos (Persiane chiuse) de Luigi Comencini
- 1951 : Lorenzaccio (it) de Raffaello Pacini (it)
- 1951 : Ombre sul Canal Grande (it) de Glauco Pellegrini
- 1952 : La Machine à tuer les méchants (La macchina ammazzacattivi) de Roberto Rossellini
- 1952 : Le Cheik blanc ou Courrier du cœur (Lo sceicco bianco) de Federico Fellini
- 1953 : L'Homme en culottes courtes (L'uomo dai calzoni corti) de Glauco Pellegrini
- 1953 : Puccini de Carmine Gallone
- 1954 : Hanno rubato un tram d'Aldo Fabrizi
- 1954 : Symphonie inachevée (Sinfonia d'amore) de Glauco Pellegrini
- 1955 : Le Trésor de Rommel (Il tesoro di Rommel) de Romolo Marcellini
- 1955 : Les Compères (I due compari) de Carlo Borghesio
- 1955 : Bataille devant Tobrouk (Il prezzo della gloria) d'Antonio Musu
- 1956 : Guardia, guardia scelta, brigadiere e maresciallo de Mauro Bolognini
- 1958 : Mon gosse (Totò e Marcellino) d'Antonio Musu
- 1959 : Femmes du bout du monde (Le orientali) de Romolo Marcellini
- 1959 : L'Aigle noir (Il vendicatore) de William Dieterle
- 1961 : Vierge créole (Venere creola) de Lorenzo Ricciardi
- 1962 : Agostino de Mauro Bolognini
- 1962 : Il criminale de Marcello Baldi
- 1964 : Le Brigand de la steppe (I predoni della steppa) de Tanio Boccia
- 1964 : Le Trésor des tsars (Maciste alla corte dello Zar) de Tanio Boccia
- 1964 : Le Vainqueur du désert (Il dominatore del deserto) de Tanio Boccia
- 1964 : Maciste et les Filles de la vallée (La valle dell'eco tonante) de Tanio Boccia
- 1966 : Rapt à Damas (Delitto quasi perfetto) de Mario Camerini
- 1966 : Ringo contre Jerry Colt (Uccidi o muori) de Tanio Boccia
- 1966 : Moi, moi, moi et les autres (Io, io, io... e gli altri) d'Alessandro Blasetti
- 1966 : Ischia operazione amore de Vittorio Sala
- 1968 : L'Homme, l'Orgueil et la Vengeance (L'uomo, l'orgoglio, la vendetta) de Luigi Bazzoni
- 1969 : Mes ennemis, je m'en garde ! (...dai nemici mi guardo io!) de Mario Amendola
- 1969 : Il terribile ispettore (it) de Mario Amendola
- 1970 : Vierges pour Satana (Una spada per Brando) d'Alfio Caltabiano
- 1970 : Ma chi t'ha dato la patente? (it) de Nando Cicero
- 1971 : Deux Corniauds au régiment (Armiamoci e partite!) de Nando Cicero
- 1972 : Don Camillo et les Contestataires (Don Camillo e i giovanni d'oggi) de Mario Camerini
- 1973 : Bella, ricca, lieve difetto fisico, cerca anima gemella (it) de Nando Cicero
- 1974 : Un homme, une ville (Un uomo, una città) de Romolo Guerrieri
- 1975 : Salvo D'Acquisto de Romolo Guerrieri
- 1976 : Due sul pianerottolo (it) de Mario Amendola
- 1976 : Le Corsaire noir (Il corsaro nero) de Sergio Sollima